# Extropia
O termo extropia, concebido como um antônimo de entropia, vem sendo utilizado frequentemente na literatura acadêmica. Talvez por coincidência, o termo foi usado em um livro acadêmico que discutia a criogenia e em outra publicação acadêmica datada de 1978 sobre cibernética. Diane Duane foi a primeira pessoa a usar o termo "extropia" para designar um destino transumano potencial à humanidade.
Extropia, cunhado por Tom Bell (T.O. Morrow) e definido por Max More em 1988, é "a extensão da inteligência, ordem funcional, vitalidade, energia, vida, experiência e capacidade e motivação por crescimento e melhoramento de um sistema vivo ou organizacional". Extropia não é um termo técnico rigorosamente definido na filosofia ou ciência; em um sentido metafórico, simplesmente expressa o oposto do conceito de entropia. 
Na filosofia da física digital probabilística, a extropia de um sistema físico é definida como a autoinformação da probabilidade do sistema em um determinado período na cadeia de Markov. Esta definição foi usada para distinguir a probabilidade do estado do sistema físico Markoviano da probabilidade definida pela entropia, que cria conjuntos de microestados equivalentes.

## OExtropy Institute
Em 1987, Max More mudou-se para Los Angeles, vindo da Universidade de Oxford na Inglaterra, onde ajudou a estabelecer (em conjunto com Michael Price, Garret Smyth e Luigi Warren) a primeira organização de criogenia, conhecida como Mizar Limited (depois renomeada Alcor UK), para concluir seu PhD em filosofia na Universidade do Sul da California. 
Em 1988 foi publicada pela primeira vez a The Journal of Transhumanist Thought, uma publicação que juntou pensadores interessados em inteligência artificial, nanotecnologia, engenharia genética, extensão da vida, futuros da ideia, robótica, exploração espacial, memética e a política e economia do transumanismo. Organizações de mídia alternativas logo começaram a falar sobre a revista, atraindo o interesse de pensadores com ideias semelhantes. Mais tarde, More e Bell cofundaram o Extropy Institute, uma organização educacional 501(c)(3) não lucrativa. O "IEx" formou-se como um centro de rede e informação transumanista para utilizar compreensões científicas correntes junto a um pensamento crítico e criativo a fim de definir um pequeno conjunto de princípios ou valores que poderiam trazer sentido às novas capacidades a serem abertas à humanidade.
A lista de e-mails do Extropy Institute foi lançada em 1991, o "Extropy Chat", e no ano seguinte, o instituto começou a produzir as primeiras conferências sobre transumanismo. Membros afiliados de todas as partes do globo começaram a organizar seus próprios grupos. Conferências Extro, encontros, festas, debates online e documentários continuaram a espalhar o transumanismo para o público. 
A internet logo tornou-se o terreno mais fértil para pessoas interessadas em explorar as ideias transumanistas, havendo sites para organizações afiliadas ao instituto desenvolverem e advogarem ideias transumanistas e correlatas. Em 2006, o conselho de diretores do Extropy Institute decidiram fechar a organização, declarando que sua missão estava "essencialmente completa".

## Extropianismo
Extropianismo, também denominado Filosofia da Extropia, é um quadro em evolução de valores e padrões a fim de melhorar continuamente a condição humana. Extropianos acreditam que os avanços na ciência e na tecnologia irão algum dia permitir às pessoas viver por um tempo indefinido. Um extropiano deve contribuir para o alcance deste objetivo, fazendo pesquisas e desenvolvendo ou se voluntariando para testar novas tecnologias. 
O Extropianismo descreve uma consiliência do pensamento transumanista guiado por uma aproximação pró-ativa da evolução humana e do progresso. 
Seus seguidores adotaram o termo como uma espécie de renovação do conceito nietzschiano de Super-Homem, ou seja, a superação absoluta de todos os valores humanos em um pretenso estágio superior de humanidade. 
Originado em um conjunto de princípios desenvolvidos pelo dr. Max More, Os Princípios da Extropia, o pensamento extropiano adereça uma forte ênfase ao pensamento racional e otimismo prático. De acordo com More, esses princípios "não especificam crenças particulares, tecnológicas ou políticas". Extropianos compartilham uma visão otimista do futuro, esperando avanços consideráveis no poder computacional, extensão da vida, nanotecnologia e assemelhados. Muitos extropianos preveem a concretização eventual de expectativas de vida ilimitadas e a recuperação, graças a avanços futuros na tecnologia biomédica, daqueles cujos corpos/mentes têm sido preservados por meio da criogenia.  
A visão dos extropianos implica a adoção de uma nova ética, baseada na crença de que o corpo humano é um hardware em processo de obsolescência, e que portanto devemos buscar um novo hardware para "habitarmos", com melhor desempenho e durabilidade. O polêmico pesquisador Ray Kurzweil, um dos conselheiros do The Extropy e autor do livro The Age of Spiritual Machines – When Computers Exceed Human Intelligence (2000), afirma que as máquinas irão tomar consciência e substituir o homem dentro dos próximos 30 anos, e essa tomada de consciência por parte das máquinas resultará numa reconfiguração planetária, talvez até no surgimento da nova espécie que irá nos substituir na dominação da Terra. 

## Extropismo
Extropismo é um derivado moderno da filosofia transumanista do Extropianismo. Segue a mesma tradição, daí a similaridade no nome, mas tem sido visto como mais adequado aos paradigmas do século XXI. Como foi introduzido no Manifesto Extropista, promove uma filosofia de um futuro otimista que pode ser resumida nas cinco frases seguintes, cujas iniciais formam a palavra "EXTROPISM":
- Extensão infinita
- Transcendência de limites
- Superação da propriedade (Overcoming Property)
- Inteligência
- Máquinas inteligentes (Smart Machines)

Esses cinco pontos chave, quando juntos, formulam uma filosofia e modo de visão que embarca o abolicionismo bioético, extensão da vida, singularitanismo, tecnogaianismo, liberdade de informação e várias outras disciplinas e filosofias relacionadas. Ao mesmo tempo em que não cria uma instância política firme, está mais proximamente relacionado ao socialismo libertário (visto que apoia a abolição do dinheiro e da propriedade). Filosoficamente, vem da filosofia de Jeremy Bentham e do utilitarismo.
Os extropistas desejam prolongar sua expectativa de vida a um estágio quase imortal. Como no utilitarismo, o propósito da vida de uma pessoa deve ser maximizar a felicidade geral de todas as criaturas da Terra por meio da cooperação. 
O Manifesto Extropista, escrito por Breki Tomasson e Hank Hyena do The Extropist Examiner em janeiro de 2010, detalha as maneiras pelas quais o Extropismo tem evoluído, enquanto se constrói sobre os princípios do Extropianismo. Por exemplo, ele se afasta do uso original da vigilância, direitos autorais e leis de patente. Esta filosofia, inspirada em parte pela filosofia do Partido Pirata Internacional, é um dos cinco princípios básicos da filosofia Extropista, ficando sob a categoria de Superação da Propriedade. Outros tópicos dignos de nota que aparecem frequentemente nos escritos Extropistas é o foco nos direitos equalitários de casais e indivíduos GLBT e uma desaprovação geral de organizações religiosas.

## Discussão
A postura extremista dos extropianos gera posições controversas, como o seu descaso à questão ecológica por não acreditarem mais no mundo orgânico, baseado no carbono, como única referência para a vida. A artista Natasha Vita-More, presidente do extinto The Extropy Institute e autora do "Manifesto da Arte Extropiana", desenvolve atualmente seu projeto de arte conceitual Primo Posthuman, uma proposta para um novo corpo pós-humano, utilizando uma visão prospectiva do avanço tecnológico como arcabouço para a idealização de seu projeto radical para o corpo do futuro. Outros pesquisadores apresentam uma visão menos radical do conceito de pós-humano, como Katheryne Hayles, professora da Universidade da Califórnia e autora de How We Became Posthuman, Virtual Bodies in Cybernetics, Literature and Informatics (1999), em que analisa a nossa atual condição pós-humana como o resultado do fluxo de informações através das redes conectando homens e máquinas, como em um processo acelerado de cibernetização.
Críticos do Extropianismo veem o movimento como simples fantasias de ficção científica e seu radicalismo como algo que pode tornar-se perigoso.